# Motion Picture Sound Editors
La Motion Picture Sound Editors (MPSE) est une société de l'industrie cinématographique américaine regroupant les monteurs son de films, fondée en 1953.
Elle remet chaque année les Motion Picture Sound Editors Awards (MPSE Awards), aussi appelés Golden Reel Awards.

## Introduction
Les objectifs de la société sont de sensibiliser les autres et d'accroître la reconnaissance de la rédaction du son, le mérite artistique de la bande originale, et d'améliorer la relation professionnelle de ses membres. La société ne doit pas être confondu avec un syndicat de l'industrie, tels que l'AIEST. Le président actuel est Bobbi Banks.
Les noms des membres actifs de la MPSE apparaît généralement dans les génériques de films avec les lettres post-nominales « MPSE ».

## Conditions d'adhésion
Les éléments suivants sont requis pour la demande d'adhésion :
- Une liste de trois ans de crédits comme l'un (ou plusieurs) des éléments suivants :
  - être directeur de son dans un film
  - être concepteur sonore
  - être directeur des dialogues
  - être monteur de doublage
  - être monteur en effets
  - être bruiteur
  - être éditeur de musique
- Deux membres actifs sponsors MPSE
- Une lettre d'un membre MPSE sponsoring active

## Golden Reel Awards
Lancé en 1953, la MPSE a décerné des récompenses de cinéma aux meilleurs monteurs de son dans les catégories :
- Meilleure musique dans un long métrage
- Meilleure musique dans un film musical
- Meilleurs dialogues et doublages dans un long métrage
- Meilleurs effets sonores et bruitages dans un long métrage (Best Sound Editing in Sound Effects and Foley for a Feature Film)
- Meilleurs effets sonores, bruitages, dialogues et doublages dans un film d'animation
- Meilleurs effets sonores, bruitages, dialogues, doublages et musiques dans un film documentaire
- Meilleurs effets sonores, bruitages, dialogues et doublages dans un film en langue étrangère

- Meilleur montage son dans un long métrage – Dialogues et doublages 
  - (Best Sound Editing - Dialogue & ADR in a Feature Film)
  - (Best Sound Editing - Dialogue and ADR for Feature Film)
  - (Best Sound Editing in Domestic Features - Dialogue & ADR)

- Meilleur montage son dans un long métrage - Effets sonores et bruitages
  - (Best Sound Editing - Sound Effects & Foley in a Feature Film)
  - (Best Sound Editing - Sound Effects and Foley for Feature Film)
  - (Best Sound Editing in Domestic Features - Sound Effects & Foley)

- Meilleur montage son dans un long métrage - Musique - Comédie musicale (Best Sound Editing in a Feature - Music - Musical)
- Meilleur montage son dans un film étranger (Best Sound Editing - Foreign Film)
- Meilleur montage son dans un long métrage étranger (Best Sound Editing - Foreign Feature)
- Meilleur montage musical dans un long métrage (Best Sound Editing - Music in a Feature Film)

- Computer Entertainment
- Career Achievement Award
- Inaugural Filmmaker's Award
- Verna Fields Award for Sound Editing in a Student Film
- Ethel Crutcher Scholarship